# 维吉尔 (南达科他州)
维吉爾（英語：Virgil）是美国南達科他州下屬的一座城鎮，以古羅馬詩人維吉爾的名字命名。根据2010年美国人口普查，该鎮有人口16人。论人口在本州排行第300。維吉爾於 1880 年代初期隨着當時鐵路延伸，開始發展。現今，維吉爾作為原居民社區，有條件繼續發展。